# Коттель, Стефани
Стефани́ Котте́ль (фр. Stéphanie Cottel; род. 17 февраля 1972, Charens) — французская гимнастка, участница Олимпийских игр 1988 года, трёхкратная чемпионка Франции в индивидуальном многоборье.

## Биография
Заниматься художественной гимнастикой Коттель начала в 13 лет. На чемпионате Европы 1988 года 16-летняя француженка заняла 26-е место в индивидуальном многоборье.
В 1988 году Стефани Коттель приняла участие в летних Олимпийских играх в Сеуле. В квалификационном раунде индивидуального многоборья французская гимнастка получала довольно средние оценки за каждое из упражнений, в результате чего итоговая сумма баллов у Коттель составила 38,05, что позволило ей занять лишь 24-е место, а в финал соревнований проходили только 20 участниц. В 1989 году Коттель выступила в составе команды на чемпионате мира, где заняла 16-е место. На чемпионате Европы 1990 года Стефани пробилась в финал в индивидуальном многоборье, где показала 17-й результат, а в командном многоборье сборная Франции с Коттель в составе стала 10-й.
Коттель являлась трёхкратной чемпионкой Франции в индивидуальном многоборье. Она становилась национальной чемпионкой в 1987 году (разделила первое место ещё с двумя спортсменками), 1988 и 1990 годах. В 1991 году Коттель стала серебряным призёром.